# Tour Landscape
De Tour Landscape, voorheen Tour Pascal en Tour IBM Europe, is een kantoorgebouw en wolkenkrabber in het zakenkwartier La Défense; het zakendistrict in Puteaux in de agglomeratie Parijs. Het werd gebouwd in 1983.
Het vastgoedcomplex Landscape is gelegen op Place des Degrés in Puteaux, en maakt deel uit van het Rose de Cherbourg-project dat voorziet in de herontwikkeling van de Boulevard Circulaire-ring in een promenade met zwevende vegetatie geïnspireerd op de High Line in New York, evenals nieuwe verbindingen tussen de stad Puteaux en La Défense.
Na modernisering werd de toren heropend in maart 2021.